# ルパレンセ・カルチョ
ルパレンセ・カルチョ(イタリア語: Luparense Calcio a 5)は、イタリア・ヴェネト州パドヴァ県サン・マルティーノ・ディ・ルーパリを本拠地とするフットサルクラブ。セリエA1（1部）に所属している。

## 歴史
サン・マルティーノ・ディ・ルーパリのフットサルクラブであるASDルパレンセ・カルチョ、サッカークラブであるASDラディオ・ブリキナ・ルパレンセが合併し、1996年にルパレンセ・カルチョが設立された。2006-07シーズンにはセリエA1で初優勝し、同シーズンから3連覇を達成した。

## タイトル
- セリエA1:  2006–07, 2007–08, 2008–09, 2011–12, 2013-14, 2016-17
- コッパ・イタリア: 2006, 2008, 2013
- スーペルコッパ・イタリアーナ: 2007, 2008, 2009, 2012, 2013
- コッパ・イタリア・セリエB: 2001

## 歴代監督
- 2004  ミゲル・ロドリゴ
- 2015-2016  フアン・フランシスコ・フエンテス・サモラ

## 歴代所属選手
- 2006-2015   ウンベルト・オノリオ（英語版）
- 2004-2012   ヴァンペッタ（英語版）
- 2013-2015  ヴァルチーニョ